# Laurenz Meyer

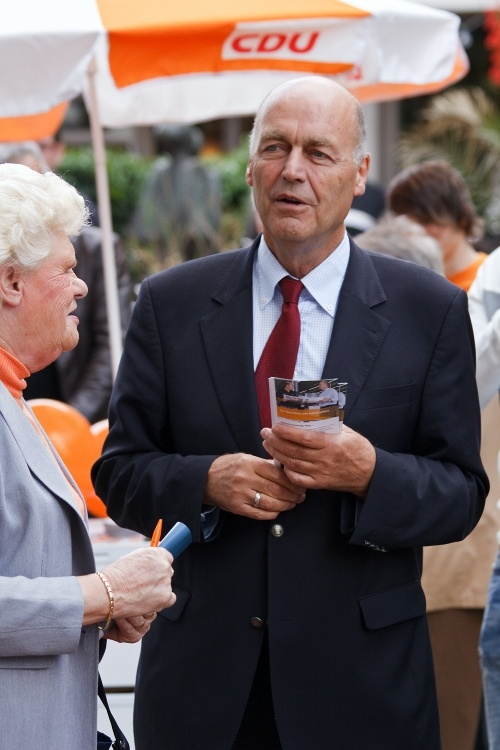
Laurenz Meyer, Wahlkampf 2009 in der Innenstadt von Hamm

Donatus Laurenz Karl Meyer (* 15. Februar 1948 in Salzkotten) ist ein ehemaliger deutscher Politiker (CDU). Er war von 2000 bis 2004 Generalsekretär seiner Partei und von 2002 bis 2009 Abgeordneter im Deutschen Bundestag.

## Biografie
Nach dem Abitur 1968 am Gymnasium Hammonense in Hamm/Westf. absolvierte Laurenz Meyer ein Studium der Volkswirtschaftslehre an der Westfälischen Wilhelms-Universität in Münster, das er 1975 als Diplom-Volkswirt beendete. Im selben Jahr begann er als Sachbearbeiter bei der VEW AG in Dortmund, wurde Abteilungs- und Hauptabteilungsleiter. Zuletzt (1999) war er kaufmännischer Leiter in der Bezirksdirektion Arnsberg. Meyer gehört dem Aufsichtsrat der Dachdecker Einkauf West eG Hamm und der Wirtschaftsförderungsgesellschaft Hamm mbH an.
2008 heiratete Meyer in Berlin die Justizangestellte Sonja Mertens. Mit ihr hat er einen gemeinsamen Sohn. Aus erster Ehe hat er vier Töchter.
Nach seinem Ausscheiden aus dem Deutschen Bundestag machte sich Meyer als Unternehmensberater selbständig. Er engagiert sich seit 1985 im Rotary Club Hamm.

## Partei
Meyer trat 1968 in die CDU ein. Er war von 1997 bis 2001 Schatzmeister der CDU Nordrhein-Westfalen. Meyer war vom 20. November 2000 bis zum 22. Dezember 2004 Generalsekretär der CDU als Nachfolger von Ruprecht Polenz. Dessen Berufung zum Generalsekretär bezeichnete Meyer als Missgriff der Parteivorsitzenden.

## Abgeordneter
Meyer gehörte von 1975 bis 1995 dem Rat der Stadt Hamm an, von 1989 bis 1995 als Vorsitzender der CDU-Stadtratsfraktion. 1994 kandidierte er hier auch für das Amt des Oberbürgermeisters, konnte sich jedoch gegen den SPD-Kandidaten Jürgen Wieland nicht durchsetzen.
Von 1990 bis 2002 war er Mitglied des Landtages von Nordrhein-Westfalen. Dort war er von 1990 bis 1999 wirtschaftspolitischer Sprecher der Fraktion, daneben von 1997 bis 1999 stellvertretender Vorsitzender und vom 23. Februar 1999 bis zum 2. Juni 2000 Vorsitzender der CDU-Landtagsfraktion. Nach der Landtagswahl 2000 beanspruchte der CDU-Landesvorsitzende Jürgen Rüttgers den Fraktionsvorsitz. Vom 2. Juni bis 6. Dezember 2000 war Meyer Vizepräsident des Landtages von Nordrhein-Westfalen.
Von 2002 bis 2009 war Laurenz Meyer Mitglied des Deutschen Bundestages. Hier war er seit dem 29. November 2005 Vorsitzender der Arbeitsgruppe Wirtschaft und Technologie und damit auch wirtschaftspolitischer Sprecher der CDU/CSU-Bundestagsfraktion.
Laurenz Meyer ist stets über die Landesliste Nordrhein-Westfalen in den Bundestag eingezogen. Bei der Bundestagswahl 2009 gelang Meyer der Wiedereinzug in das Parlament nicht, da er in seinem Wahlkreis Hamm-Unna II gegen den SPD-Politiker Dieter Wiefelspütz, welcher seit 1987 ununterbrochen das Direktmandat errang, unterlag und er trotz Vorrückung auf Platz 35 der nordrhein-westfälischen Landesliste kein Mandat erhielt.

## Affären
Am 10. Dezember 2004 wurde berichtet, dass Meyer von der RWE AG (die 2000 seinen früheren Arbeitgeber VEW übernommen hatte) Strom zum verbilligten Mitarbeitertarif beziehe, obwohl er 1999 aus dem Unternehmen ausgeschieden war (RWE-Affäre). Eine Woche darauf tauchten neue Anschuldigungen auf, wonach er noch während seiner Tätigkeit als Generalsekretär der CDU Gelder von RWE erhalten habe. Meyer sprach in diesem Zusammenhang von „Sonderausschüttungen“.
Daneben erhielt Laurenz Meyer immer noch seine Bezüge als Vizepräsident des Landtags von Nordrhein-Westfalen und bezog so zeitweilig drei Gehälter. Die Bild am Sonntag berichtete am 19. Dezember 2004, dass die CDU-Bundesvorsitzende Angela Merkel den Generalsekretär entmachtet habe. Erste Parteikollegen forderten bereits seinen Rücktritt.
Am 20. Dezember erklärte Meyer, dass er die fraglichen Beträge (81.106 Euro) an die SOS-Kinderdörfer spenden werde.
Nach Druck von der Parteibasis trat Laurenz Meyer am 22. Dezember 2004 als Generalsekretär zurück. Die CDU zahlte ihm eine Abfindung von 52.000 Euro. Grund für seinen Rücktritt war, dass die von ihm als Abfindung deklarierte Sonderzahlung von RWE keine Abfindung war, da Meyer nach der CDU-Niederlage bei der Landtagswahl in NRW im Mai 2000 zunächst in das Unternehmen zurückkehrte. Durch diese Tatsache und die falsche Information an Angela Merkel wurde er unhaltbar für die Partei. Die von ihm eingeräumten Zahlungen und die Ankündigung einer Spende an die SOS-Kinderdörfer hatten vor allem die sich im Wahlkampf befindenden Landesverbände Nordrhein-Westfalen und Schleswig-Holstein nicht beruhigen können.
Am 23. Dezember 2004 teilte der Stromkonzern RWE das Ergebnis einer internen Untersuchung zu den Zahlungen an Meyer mit. Danach seien 160.000 von 250.000 Mark ungerechtfertigt auf Grund eines „Kommunikationsfehlers“ von der VEW an Meyer überwiesen worden. In einer Erklärung am 17. Dezember 2004 hatte Meyer diese Zahlung noch als „rechtlich korrekt“ bezeichnet, allerdings bereits eingeräumt: „… Dennoch ist mir mit Blick auf die Probleme vieler Menschen in diesen Tagen bewusst, dass nicht verstanden wird, dass ich seinerzeit dieses Geld angenommen habe, obwohl ich ins Unternehmen zurückgegangen bin. …“
Anfang 2005 haben Meyer und RWE dessen Arbeitsverhältnis rückwirkend zum 31. Dezember 2004 mit einer Abfindung von 400.000 Euro beendet. Meyer hat die rund 81.000 Euro Abfindung an seinen ehemaligen Arbeitgeber zurückgezahlt, wohingegen RWE eine Spende in Höhe von 100.000 Euro an die SOS-Kinderdörfer angekündigt hat.
Im August 2016 wurde bekannt, dass Meyer kurz vor seinem Ausscheiden als Bundestagsabgeordneter innerhalb weniger Tage auf Kosten der Steuerzahler für über 3000 Euro mehrere Füllhalter der Luxusmarke „Montblanc“ bestellt hatte. Er bestritt jedoch, die Bestellung selbst getätigt zu haben. Es stellte sich heraus, dass dies kein Einzelfall war, und es entwickelte sich daraus die Montblanc-Affäre.